# Шеффлер, Феликс

Члены группы 117 (слева направо): Ф.Шеффлер, Г.Гейнчке, К.Ринагель, Г.Барс, Г.Хромушина, 1944 год

Феликс Шеффлер (нем. Felix Scheffler; 9 февраля 1915, Гамбург — 13 марта 1986, Росток, ГДР) — военный деятель ГДР, в 1956 году командующий ВМС ГДР, контр-адмирал (1952).

## Биография
Родился 9 февраля 1915 года в Гамбурге.
В 1933—1937 годах служил моряком на торговом флоте. С 1937 года служил в вермахте. В 1941 году в чине фельдфебеля попал в советский плен, из которого освободился в 1947 году. Находясь в плену, в 1943 году вступил в Национальный Комитет Свободная Германия. В 1944—1945 годах добровольно участвовал в партизанском движении в Белоруссии. Специальная разведывательная группа немецких антифашистов под названием «Группа-117», в которую помимо Шеффлера входили также: Гуго Барс, Карл Ринагель, Герберт Гейнчке и Галина Хромушина, действовала на территории Липичанской пущи.
После своего возвращения в Германию в 1947—1948 годах работал секретарём ректора Высшей партийной школы имени Карла Маркса в Клайнмахнове. В 1948—1950 годах состоял в Демократической крестьянской партии Германии. В 1950 году снова вступил в СЕПГ. Летом 1950 года Шеффлер вступил в Морскую Народную полицию, предшественницу ВМС ГДР. С 16 июня 1950 года по 30 апреля 1951 года инспектор Шеффлер руководил штабом Главного управления Морской полиции. 1 октября 1952 года он был произведён в контр-адмиралы. С 15 октября 1955 года по 29 февраля 1956 года занимал пост командующего Морской народной полиции (Volkspolizei See). С 1 марта по 31 декабря 1956 года руководил ВМС ГДР. В 1957—1959 годах проходил обучение в Военно-морской академии им К. Е. Ворошилова в Ленинграде. После возвращения в ГДР продолжительное время занимал ряд важных должностей в командовании фольксмарине. С 1 февраля 1959 года по 31 декабря 1961 года — заместитель командующего фольксмарине и начальник по боевой подготовке. С 1 января 1962 года по 31 декабря 1963 года служил заместителем командующего фольксмарине и начальником по технике и вооружению. С 1 января 1964 года по 28 февраля 1975 года занимал должность заместителя командующего фольксмарине и начальника тыловой службы.
Уволен в отставку 1 марта 1975 года. Умер 13 марта 1986 года в Ростоке.

## Воинские звания
- Контр-адмирал — 1 октября 1952 года.

## Избранные награды
- Орден За заслуги перед Отечеством в золоте